# Ourapteryx sambuci
Ourapteryx sambuci är en fjärilsart som beskrevs av Holmbirger. Ourapteryx sambuci ingår i släktet Ourapteryx och familjen mätare. Inga underarter finns listade i Catalogue of Life.